# Derek Jones
John Derek Jones (Wallasey, 12 aprile 1927 – 26 febbraio 2013) è stato un pastore protestante e politico britannico naturalizzato botswano.

## Biografia
Completati gli studi scolastici, Jones fu chiamato a prestare il servizio militare nella Royal Air Force subito dopo la seconda guerra mondiale ed inviato per due anni e mezzo in Egitto nella zona del Canale di Suez con compiti di ufficio. Congedato nel 1948, studiò Philosophy, Politics, and Economics (PPE) al St Catherine's College a Oxford. Dopo la laurea conseguì il bachelor in teologia al Mansfield College a Oxford. Decise di fare il missionario in Africa e fu accettato dalla London Missionary Society (LMS) e mandato a studiare a Birmingham al St. Andrew's Missionary College.
Nell'aprile 1954 Jones fu consacrato pastore della Chiesa congregazionalista. Dopo qualche giorno sposò Joan Ann Talbert e dopo un mese partì con la moglie per il protettorato del Bechuanaland (l'attuale Botswana). Jones esercitò il ministero religioso a Maun e a Kanye. Oltre ai servizi religiosi, cominciò ad occuparsi della produzione di pubblicazioni in lingua tswana.
Negli anni sessanta, quando si delineò l'indipendenza del Botswana, fu deciso di costruire una nuova capitale a Gaborone e le varie confessioni religiose furono invitate a scegliere il sito dove costruire la propria chiesa. A Jones sembrò eccessivo avere dodici chiese cristiane, così propose di riunire le strutture. Il suo invito fu accolto dalla Chiesa anglicana, dai metodisti, dai presbiteriani e dai quaccheri, che insieme ai congregazionalisti costruirono insieme la Trinity Church. Nel 1965 Jones si trasferì a Gaborone. Nel 1966, dopo l'indipendenza del Botswana, fu deciso di costituire a Gaborone il consiglio comunale e il vice presidente del Botswana Quett Masire propose a Jones di candidarsi nel suo partito. Il reverendo rispose che per un uomo di chiesa sarebbe stato inopportuno candidarsi in un partito, così accettò di candidarsi come indipendente e fu eletto. Jones fu scelto come primo sindaco di Gaborone e restò in carica fino al 1968. Nello stesso anno, il presidente Seretse Khama concesse a Jones la cittadinanza botswanese.
Nel 1969 Jones rinunciò a ricandidarsi al consiglio comunale di Gaborone e tornò ad occuparsi di attività religiosa, diventando anche il coordinatore del Comitato per la letteratura e le pubblicazioni dell'United Congregational Church of Southern Africa (UCCSA), che promosse la costituzione di cinque centri per la produzione e vendita di libri e pubblicazioni di argomento religioso; uno dei centri venne costituito a Gaborone. Nel 1972 Jones divenne responsabile del Botswana Book Center di Gaborone, incarico che mantenne fino al suo ritiro avvenuto nel 1993. Jones morì nel 2013 in Inghilterra, lasciando quattro figli; la moglie era morta prima di lui, nel 2002.

## Onorificenze
- 1968: Ordine dell'Impero britannico